# Volf z Vřesovic na Teplicích
Volf z Vřesovic na Teplicích uváděn též jako Wolf z Vřesovic a na Daubravské Hoře (německy Wolf von Wřesowitz, * kolem roku 1510, 1525, nebo 1532, Vřesovice na Moravě – 21. března 1569, Teplice) byl český šlechtic z rodu pánů z Vřesovic a významný státní úředník na konci 16. století.

## Život
Volf z Vřesovic se narodil jako syn Viléma z Vřesovic (1480–1535). Měl bratry Albrechta (1520–1568) a Václava (1532–1583). V roce 1534 je uváděn jako rytíř.
Později působil jako císařský rada, přísedící komorního a dvorního lenního soudu a od roku 1542 byl hejtmanem Pražského hradu. V letech 1543–1547 byl zemským podkomořím měst der Leibgedingstädte královny, nakonec se v roce 1547 stal nejvyšším zemským písařem Českého království a poté dvakrát prezidentem královské komory v letech 1550–1557 a podruhé od roku 1562 v roce 1569. V tomto období řídil komisi, která se zabývala revizí zemského zřízení a jejíž závěry vydal vlastním nákladem v roce 1564.
Volfův bratr Václav z Vřesovic a Doubravské Hory (1532–1583) byl luterán a stál v čele komise, která měla vypracovat návrh znění České konfese. Text doma tajně vytiskl, čímž upadl v nemilost u císaře Maxmiliána II. Musel se proto stáhnout do ústraní a věnoval se literatuře, alchymii a chystal se sepsat práci o českých dějinách, zaměřenou na Přemyslovce.
Volf z Vřesovic na Teplicích zemřel 21. března 1596 v Teplicích. Tabulka LXXII, č. 655 z rejstříků „Beschreibung der böhmischen Privat Münzen und Medaillen“ Jindřicha Otakara Miltnera obsahuje vyobrazení Volfa z Vřesovic na stříbrné minci.

### VydáníPráva českého
V roce 1564 nechal u Jiřího Melantricha z Aventinu vytisknout právní pojednání o českém zemském zřízení s titulem ''„Práwa a Zřijzenij zemská Králowstwj Cžeského. W Starém Městě Pražském: V Giřijka Melantrycha z Awentynu“'', Leta MDLXIII. Kniha měla 493 stran textu a 57 stran rejstříku.